# Ујка Бунми који може да се сети својих претходних живота
Ујка Бунми који може да се сети својих претходних живота (тај. ลุงบุญมีระลึกชาติ) је тајландски играни филм из 2010. режисера Апичатапонга Верасетакала. Добитник је награде Златна палма на Филмском фестивалу у Кану 2010. 
Филм је завршни део мултидисциплинарног уметничког пројекта под називом „Примитивно“. Пројекат се бави темама сећања, трансформације и умирања, а реализован је у североисточном Тајланду — село Набуа у области Исан. Претходни делови пројекта настали су 2009. То су видео инсталација у седам делова и два кратка филма: „Писмо ујка Бунмију“ и „Ујка Бунми и фантоми Набуе“.

## Радња филма
Филм описује последње дане живота главног протагонисте из наслова филма. Због отказивања бубрега, ујка Бунми одлучује да проведе последње дане на селу, окружен блиским људима и породицом. Заједно са њима, укључујући духа преминуле супруге и изгубљеног сина који се враћа у нељудској форми, Бунми истражује своје прошле животе и у њима тражи разлоге за своју болест. У друштву породице креће у потрагу кроз џунглу до мистериозне пећине на врху брда. То је место где је његов први живот започет.

## Улоге
| Глумац            | Улога      |
| ----------------- | ---------- |
| Танапат Саисајмар | Ујка Бунми |
| Џенџира Понгпас   | Џен        |
| Сакда Каевбуади   | Тонг       |